# 垓下の戦い
垓下の戦い（がいかのたたかい）は、中国楚漢戦争期の紀元前202年に項羽の楚軍と劉邦の漢軍との間の垓下（現在の安徽省宿州市霊璧県）を中心に行われた戦い。この戦いで項羽が死んだことによって劉邦の勝利が完全に決定し、楚漢戦争が終結した。

## 垓下の戦いまでの流れ
紀元前203年、広武山で長く対峙していた楚漢両軍であったが、楚軍は食糧不足、漢軍は劉邦の負傷や劉邦の父の劉太公が楚軍に捕らわれていたことなどの理由があり、両軍とも戦いを止めることを願うようになった。漢軍から弁士の侯公が楚軍へ使者として送られ、天下を二分することで盟約が結ばれた。
楚軍は本拠地の彭城（現在の江蘇省徐州市）への帰還を始めたが、劉邦は張良・陳平の「弱っている楚軍を滅ぼす好機」との進言を容れ、盟約を反故にして追撃を行なった。
漢軍は楚軍を追って固陵（現在の河南省周口市淮陽区の北西）という所まで進み、同時に韓信と彭越にそれぞれの兵を率いて共に楚軍を討つように命じ、陽武（現在の河南省周口市太康県）に兵を進めた。しかし両者は姿を見せず、一方で裏切りに気づいた項羽は漢軍へ反撃、大きな被害を受けた漢軍は城の中に入り、塹壕を深くして守りに徹した。
張良は劉邦に対して韓信・彭越が来ないのは2人に恩賞の約束をしていないからだと言い、韓信には陳から東の海に至るまでの全ての土地を与え、彭越に対しては睢陽より北の穀城に至るまでの土地を与え、梁王（魏王）とするようにと進言、劉邦もこれを容れ、韓信・彭越に使者を送った。その結果、2人は即座に軍勢を率いて劉邦に合流した。さらに劉賈の軍も彭越と合流、楚の大司馬周殷も寝返り、これらの軍勢は次々と洨城（現在の安徽省蚌埠市固鎮県）付近の垓下の劉邦の下に集結した。

## 四面楚歌
漢軍は、韓信が30万の兵を率いて先鋒となり、孔藂と陳賀が側面を固め、総大将の劉邦の後ろに周勃と柴武が陣取った。対する楚軍は項羽が率いる兵は10万ばかりであった。
韓信は自ら先頭に立ち項羽ら楚軍と戦ったが、劣勢になり後方に下がった。しかし、孔藂と陳賀が楚軍を攻撃すると、楚軍は劣勢になり、さらに韓信がこれに乗じて再び楚軍を攻撃すると、楚軍は大敗した。
敗れた楚軍は防塁に籠り、漢軍はこれを幾重にも包囲した。夜、項羽は四方の漢の陣から故郷の楚の歌が聞こえてくるのを聞いて、「漢軍は既に楚を占領したのか、外の敵に楚の人間のなんと多いことか」と驚き嘆いた。この故事から、敵や反対する者に囲まれて孤立することを四面楚歌（）と言うようになった。
形勢利あらずと悟った項羽は、別れの宴席を設けた。項羽には虞美人という愛妾がおり、また騅（）という愛馬がいた。これらとの別れを惜しみ、項羽は自らの悲憤を詩に読んだ（垓下の歌）。
虞美人もこれに唱和し、項羽は涙を流し、臣下の者たちも全て涙を流した。
宴が終わると、項羽は夜を突いて残る八百余りの兵を連れて出陣し、囲みを破って南へ向かった。漢軍は夜明け頃にこれに気がつき、灌嬰が五千騎の兵を率いてこれを追った。八百の兵は次第に数を減らし、東城（現在の安徽省滁州市定遠県の南東）に辿りついたときには項羽に従う者わずか二十八騎になっていた。
ここで数千の漢軍に追い付かれた項羽は、配下の者に「ここで私が滅びるのは天が私を滅ぼそうとするからで、私が弱いからではない。これから漢軍の中に入ってこれを破り、それを諸君に知らしめよう」と述べ、二十八騎を七騎ずつに分けて、それぞれ漢軍の中に斬り込んでいった。項羽は漢の都尉を討ち取り、兵士八・九十人を殺した。配下が再び集結すると脱落したのはわずか二人だけであった。配下の者は項羽の言った通りだと深く感じ入った。
項羽たちは東へ逃れ、烏江という長江の渡し場（現在の安徽省馬鞍山市和県烏江鎮）に至った。ここを渡れば項羽たちがかつて決起した江東の地である。烏江の亭長（宿場役人）は項羽に「江東は小さいですが、土地は方千里、人口も数十万おります。この地で王となられよ。この近くで船を持っているのは私だけなので、漢軍が来ても渡ることはできません」と告げた。
しかし、項羽は笑ってこれを断り、「昔、江東の若者八千を率いて江を渡ったが、今一人も帰る者がいない。江東の者たちが再び私を王にすると言ってくれても何の面目があって彼らに会うことが出来るだろうか」と答えて亭長に騅を与え、部下も全て下馬させて、漢軍の中へ突撃した。項羽一人で漢兵数百人を殺したが、項羽自身も傷を負った。項羽は漢軍に旧知の呂馬童がいるのを見て、「漢は私の首に千金と一万邑の領地をかけていると聞く。旧知のお前にひとつ手柄をやろう」と言い、自ら首をはねて死んだ。項羽の遺体に恩賞が掛けられていたため、周囲にいた漢軍の兵士たちは項羽の遺体を巡って味方同士で殺し合いを起こしたほどであった。結局遺体は5つに分かれ、呂馬童を含む5名それぞれに5等分された領地が渡された後に劉邦は項羽を手厚く葬った。
項羽の死によって約5年続いた楚漢戦争は終結し、劉邦は天下を統一して前後約400年続く漢王朝の基を開くのである。

## 関連
唐の詩人杜牧は、「題烏江亭」（烏江亭に題す）を詠んで、亭長の勧めに従い江東に渡っておれば、再起することも可能だっただろう（捲土重来未可知）と項羽の短慮を嘆いている（この詩が捲土重来の語源となった）。
北宋の王安石は、「烏江亭」（烏江亭）で杜牧の主張に反論し、たとえ江東に渡ったとしても、誰も味方につかなかっただろう（江東子弟今雖在、肯与君王捲土来）と詠んでいる。

## 異説
日本の歴史学者の佐竹靖彦によると、この戦いの存在自体が疑わしいとされている。